# Цимбаленко Василь Федорович
Василь Федорович Цимбаленко (22 грудня 1922, Мала Бугаївка — 6 грудня 1974, Київ) — радянський офіцер, Герой Радянського Союзу, в роки німецько-радянської війни командир роти 3-го стрілецького батальйону 234-го стрілецького полку 179-ї стрілецької дивізії 43-ї армії 1-го Прибалтійського фронту, старший лейтенант.

## Біографія
Народився 22 грудня 1922 року в селі Малій Бугаївці (тепер Васильківського району Київської області) в селянській родині. Українець. Член КПРС з 1942 року. Закінчив сім класів 37-ї середньої школи в Києві. Працював на заводі імені Письменного слюсарем-складальником.
У 1941 році призваний до лав Червоної Армії. У боях німецько-радянської війни з серпня 1941 року. Воював навідником гармати. У 1942 році закінчив курси командирів взводів. Командував взводом, ротою. Воював на Західному, 1-му Прибалтійському і 2-м Прибалтійському фронтах.
24 червня 1944 старший лейтенант В. Ф. Цимбаленко з ротою в числі перших форсував річку Західні Двіну в районі села Вяжіще (нині Будилово) Бешенковицького району Вітебської області, рота захопила і утримувала плацдарм, забезпечуючи переправу інших підрозділів полку.
Указом Президії Верховної Ради СРСР від 22 липня 1944 року за форсування річки Західної Двіни, заняття плацдарму і проявлені при цьому відвагу і стійкість старшому лейтенанту Василю Федоровичу Цимбаленку присвоєно звання Героя Радянського Союзу з врученням ордена Леніна і медалі «Золота Зірка» (№ 4134).

Могила В. Ф. Цимбаленка

Після закінчення у 1945 році закінчив Курси удосконалення особистого складу, працював у районних військкоматах міста Києва. З 1972 року підполковник Цимбаленко — в запасі. Жив у Києві. Помер 6 грудня 1974 року. Похований у Києві на Байковому кладовищі.

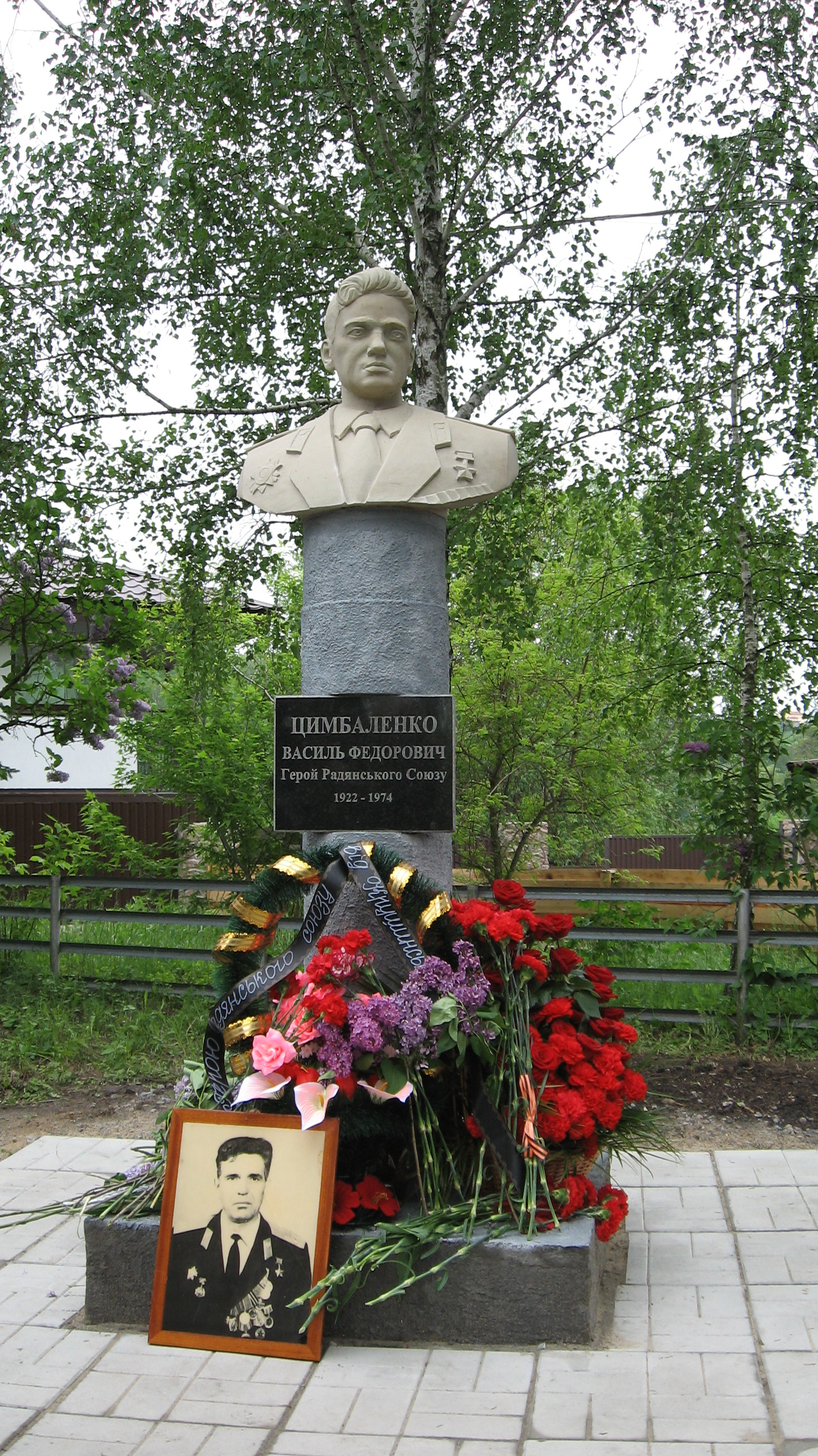
Погруддя Герою Радянського Союзу Цимбаленку В. Ф. у селі Мала Бугаївка

9 травня 2012 року в селі Мала Бугаївка Васильківського району Київської області В.Ф. Цимбаленку було відкрито погруддя.

## Нагороди
Нагороджений орденом Леніна (22 липня 1944), орденом Вітчизняної війни 2-го ступеня (16 червня 1944), орденом Червоного Прапора, медалями.